# Uwe Wolf
Uwe Wolf (* 10. August 1967 in Neustadt an der Weinstraße) ist ein ehemaliger deutscher Fußballspieler und jetziger Fußballtrainer.

## Karriere

### Spieler
Der Abwehrspieler spielte von 1974 an beim 1. FC 08 Haßloch. 1985 ging er zum SV Waldhof Mannheim, blieb dort aber nur ein Jahr. Von 1986 bis 1989 stand er im Aufgebot des SV Edenkoben. Ab 1989 spielte Wolf in der Fußball-Bundesliga; bis 1994 absolvierte er 81 Spiele für den 1. FC Nürnberg, in denen er fünf Tore erzielte, und in der Saison 1994/95 neun Spiele für den TSV 1860 München. Danach wechselte er für einige Jahre nach Mexiko. Ein Jahr lang spielte er bei Necaxa, mit dem er 1996 die Meisterschaft gewinnen konnte. Danach lief er jeweils ein Jahr für Puebla FC und Venados Yucatan auf. In dieser Zeit erhielt Uwe Wolf den Spitznamen El Lobo („Der Wolf“). 1998 kehrte er nach Europa zurück, eine Saison lang stand er im Kader des SV Wüstenrot Salzburg, 1999/2000 spielte er für Dynamo Dresden. Zum Abschluss seiner aktiven Karriere ging er danach noch für ein Jahr nach Portugal zum SC Freamunde.

### Trainer
Uwe Wolf war von 2003 bis 2007 Trainer der A-Junioren der TSG Hoffenheim. In der Saison 2007/08 trainierte er die U-23 des TSV 1860 München. Seit Sommer 2008 war er Co-Trainer der Profimannschaft. Nach der Beurlaubung von Cheftrainer Marco Kurz am 24. Februar 2009 übernahm Wolf bis auf Weiteres die Leitung der Mannschaft. Nach einem 5:1-Erfolg im ersten Spiel gegen den FC St. Pauli wurde Wolf von Sportdirektor Stević bis Saisonende als Cheftrainer bestätigt. Am 13. Mai wurde Wolf jedoch vorzeitig durch Ewald Lienen ersetzt, nachdem die Mannschaft zuvor in den elf Spielen unter Wolfs Leitung nur zwölf Punkte eingefahren hatte. Ab der Saison 2010/11 war er Co-Trainer des FC Ingolstadt 04. Dort wurde er zusammen mit Trainer Michael Wiesinger am 6. November 2010 nach einem schwachen Saisonstart mit lediglich 4 Punkten aus den ersten 11 Spielen entlassen.
Zum 9. Januar 2012 übernahm Wolf als Nachfolger von Christian Hock den Posten des Cheftrainers beim Regionalligisten KSV Hessen Kassel. Nach dem 11. Platz im Vorjahr gewann Wolf mit den Löwen in der Saison 2012/13 die Meisterschaft in der Regionalliga Südwest, verpasste aber den Aufstieg in die 3. Liga. Im Juni 2013 konnten sich Trainer und Verein nicht auf eine Vertragsverlängerung verständigen. Am 13. September 2013 wurde Wolf neuer Trainer des Wacker Burghausen in der 3. Liga. Er übernahm die Mannschaft auf dem letzten Tabellenplatz mit lediglich einem Punkt aus 8 Spielen. Im März 2017 wurde er vom Verein mit sofortiger Wirkung als Trainer freigestellt.
Anfang Mai 2020 wurde seine Anstellung als Trainer beim SV Mehring bekannt gegeben.
Am 24. März 2021 verpflichtete ihn der Regionalligist VfR Aalen als Trainer. In der folgenden Saison wurde er dort am 17. Februar 2022 mit sofortiger Wirkung freigestellt. Die Gründe dafür waren nach Aussagen des Vereins schwerwiegend. Von Uwe Wolf werden die Vorwürfe seitens des Vereins entschieden zurückgewiesen. Das DFB-Sportgericht sprach im Juni 2022 wegen „unsportlichen Verhaltens in mehreren Fällen“ während seiner Aalener Zeit eine Sperre von sieben Monaten gegen Wolf aus, deren Beginn rückwirkend auf den 17. Februar 2022 festgelegt wurde.
Seit dem 14. März 2023 war er beim bayerischen Regionalligisten TSV Buchbach als Cheftrainer tätig. Wolf rettete die Mannschaft mit 26 Punkten aus 10 Spielen vor dem Abstieg, der Verein entschied sich aber den im Sommer auslaufenden Vertrag nicht zu verlängern.
Anfang November 2024 gab der Bayernligaaufsteiger TSV Grünwald bekannt, dass Wolf neuer Trainer wird, er tritt die Nachfolge von Rainer Elfinger an der kurz zuvor entlassen wurde.